# М-25 (двигатель)
M-25 — авиационный двигатель, выпускавшийся в СССР в 1930-е и 40-е годы по лицензии на американский двигатель Wright R-1820-F3 семейства Wright Cyclone.
Договор о лицензии на Wright R-1820 и технической помощи по освоению его производства был заключён 22 апреля 1933 года. Для освоения и адаптации двигателя был создан завод № 19 в Перми, техническим директором и главным конструктором которого был назначен Аркадий Дмитриевич Швецов.
Первый двигатель, собранный из комплектов деталей, поставленных из США, вышел на заводские испытания 1 июня 1934 г. Первая попытка пройти 100-часовые госиспытания оказалась неудачной, но повторные испытания в июле—августе 1935 г. закончились успешно. Единственным отличием первых двигателей М-25 от американского аналога было указание размеров в метрической системе. В двигателях первых серий использовались американские детали — клапанные пружины, поршневые кольца, подшипники; от их использования отказались с начала 1936 г. С марта 1937 г. двигатели собирались на конвейере. Некоторое количество М-25 было собрано в 1938—1939 гг. заводом № 27 в Казани из комплектов деталей, полученных из Перми. Всего до начала 1942 г. было выпущено 13 888 единиц M-25 различных модификаций.

## Конструкция
Поршневой девятицилиндровый двигатель воздушного охлаждения с радиальным расположением цилиндров. Представлял собой лицензионную копию американского двигателя Wright R-1820-F3.

## Применение
Двигатель М-25 устанавливался в СССР на следующих типах самолётов:
- И-14
- Неман Р-10
- Поликарпов И-15
- И-15 бис
- Поликарпов И-153
- Поликарпов И-16
- ДИ-6
- КОР-1
- ИП-1

Трофейные М-25 устанавливались немцами на легкие транспортные самолеты Gotha Go 244.

## Экспозиция в музеях
Двигатель М-25 представлен в экспозициях следующих музеев:
- Центральный музей ВВС (пгт. Монино, Московская обл.)
- Мемориальный музей В. П. Чкалова (г. Чкаловск, Нижегородская обл.)